# Karpowo (rejon mieżdurieczeński)
Karpowo (ros. Карпово) – wieś w Rosji, w rejonie mieżdurieczeńskim obwodu wołogodzkiego. W 2010 r. liczyła 1 mieszkańca.